# (10771) Ouro Prêto
(10771) Ouro Prêto est un astéroïde de la ceinture principale.

## Description
(10771) Ouro Preto est un astéroïde de la ceinture principale. Il fut découvert le 15 novembre 1990 à La Silla par Eric Walter Elst. Il présente une orbite caractérisée par un demi-grand axe de 3,02 UA, une excentricité de 0,20 et une inclinaison de 12,2° par rapport à l'écliptique.

## Nom
L'astéroïde est nommé d'après Ouro Preto, ancienne capitale de l'État brésilien de Minas Gerais. La forme « Prêto » reflète l'orthographe en vigueur avant la réforme orthographique de 1971 (en).

## Compléments